# Victorian Heritage Register

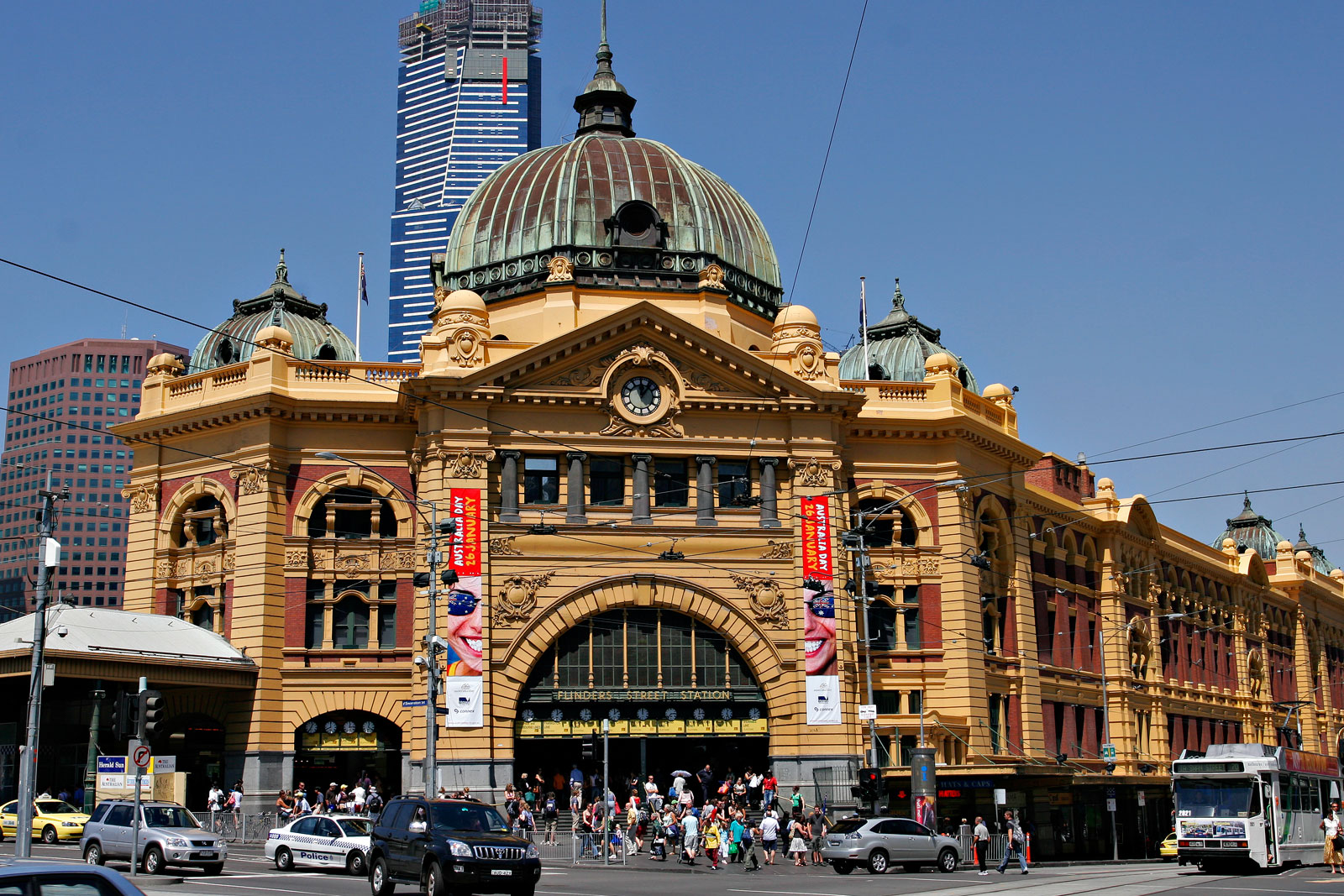
Flinders Street Station in Melbourne is een van de vele gebouwen op het Victorian Heritage Register.

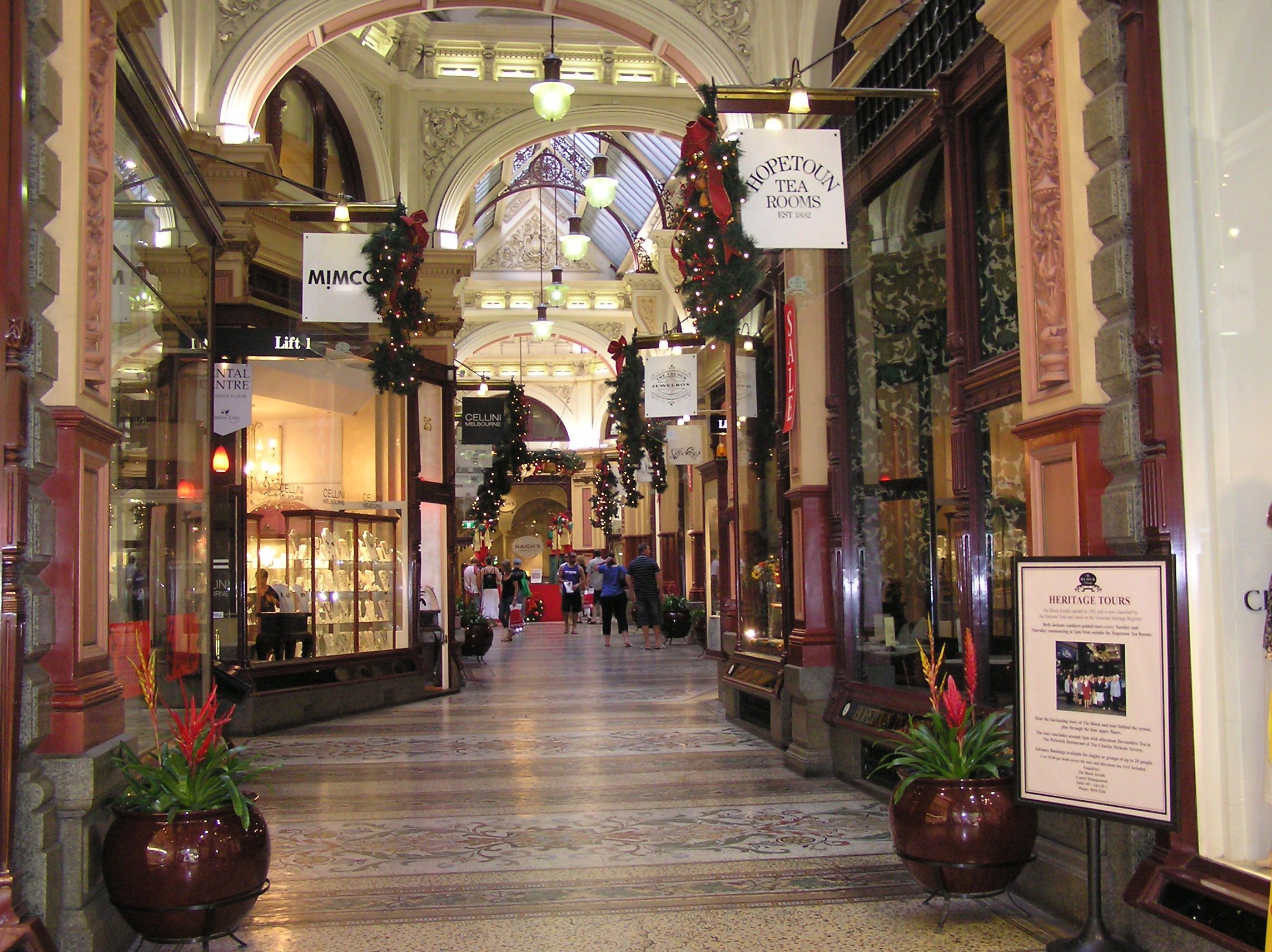
Block Arcade, Melbourne.

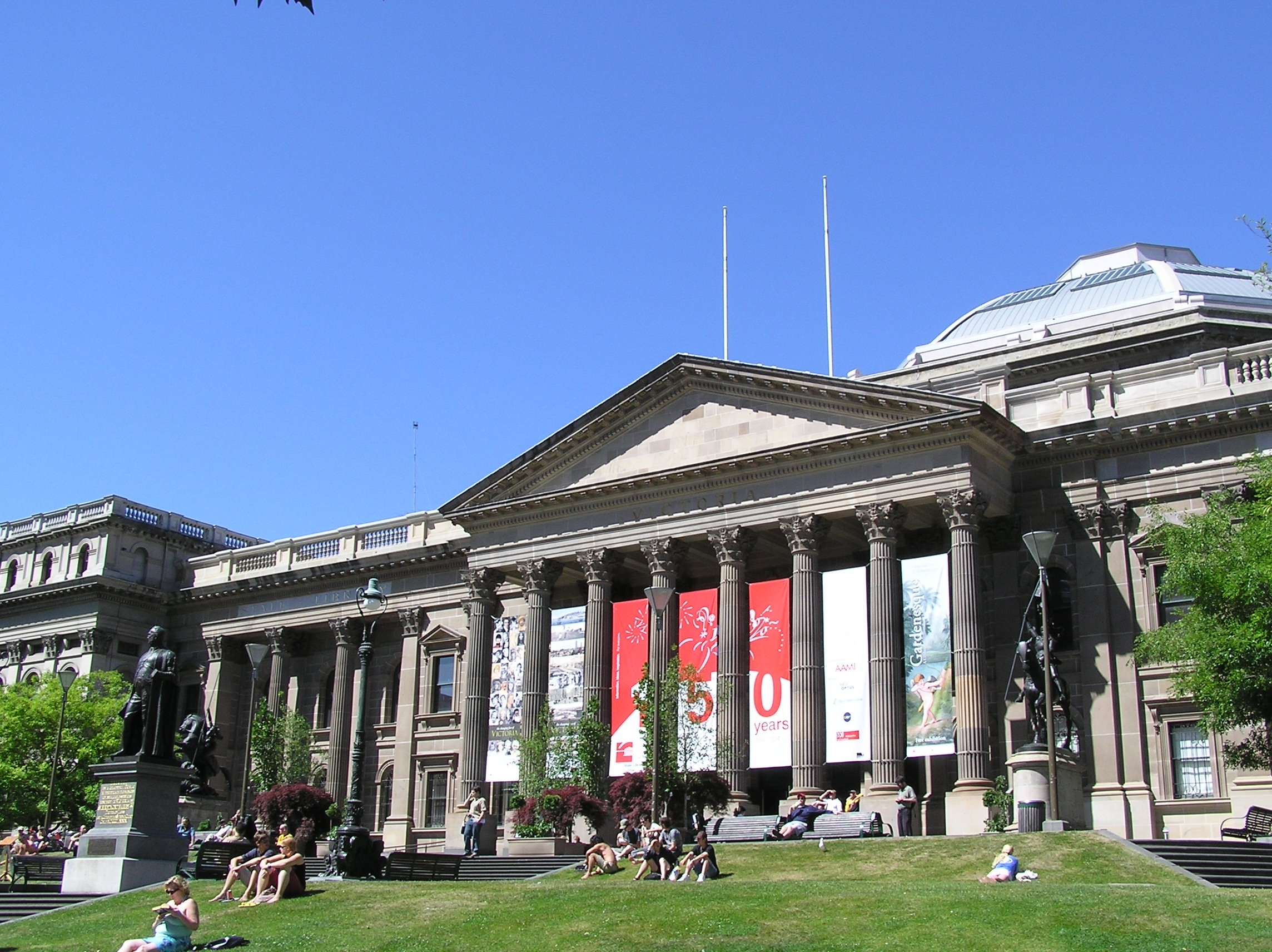
Staatsbibliotheek van Victoria, Melbourne.

Het Victorian Heritage Register is een lijst met het culturele erfgoed van de staat Victoria, Australië. De lijst wordt beheerd door Heritage Victoria en Heritage Council. Het Victorian Heritage Register is ingesteld door de Victorian Heritage Act 1995 waarin ook criteria zijn vastgesteld voor opname in de lijst. De gebouwen en plaatsen dienen van cultureel belang te zijn voor de staat Victoria, bijvoorbeeld vanuit historisch oogpunt. Naast gebouwen kunnen ook tuinen, natuurgebieden, archeologische vondsten en scheepswrakken op de lijst worden opgenomen.
Heritage Victoria is een onderdeel van het Department of Planning and Community Development van de Victoriaanse overheid. Heritage Victoria onderzoekt welke gebouwen en plaatsen opgenomen kunnen worden op het Victorian Heritage Register. Het Heritage Council, een organisatie die onafhankelijk is van de Victoriaanse overheid, beslist welke daarvan daadwerkelijk op de lijst komen.

## Lijst met locaties en gebouwen
De onderstaande lijst bestaat uit gebouwen en locaties die op het Victorian Heritage Register staan en tevens een artikel op Wikipedia hebben:
- Block Arcade
- Flinders Street Station
- Melbourne City Baths
- Melbourne Cricket Ground
- Melbourne Town Hall
- National Gallery of Victoria
- Royal Exhibition Building
- St. Paul's Cathedral
- Staatsbibliotheek van Victoria